# أوستين فرينش
أوستين فرينش (بالإنجليزية: Austin French)‏ هو موسيقي أمريكي، ولد في 13 فبراير 1997 في كورديل في الولايات المتحدة.